# Domena magnetyczna

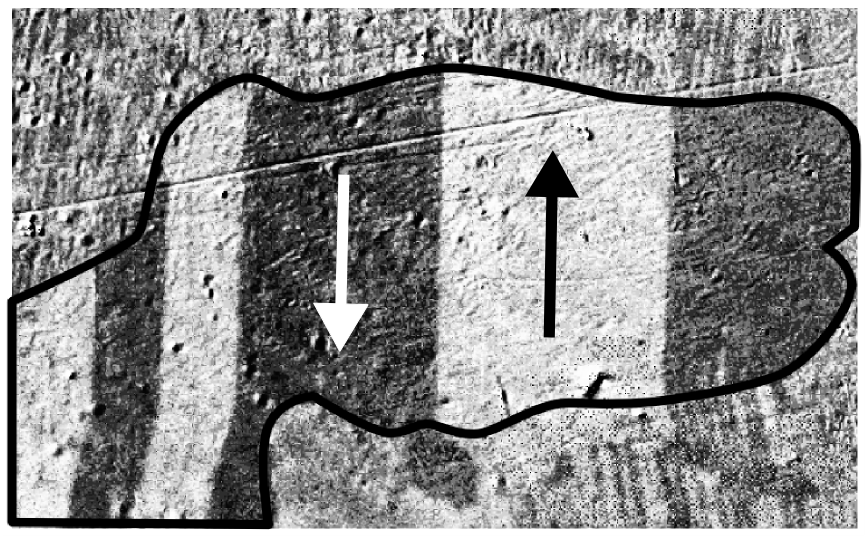
Paskowe domeny magnetyczne w ziarnie krystalicznym materiału magnetycznie miękkiego (fotografia pokazuje obszar o szerokości ok. 0,1 mm)

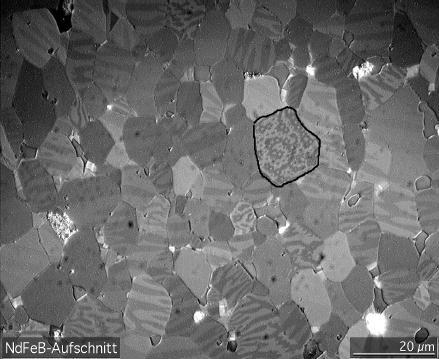
Domeny magnetyczne w magnesie neodymowym (fotografia pokazuje obszar o szerokości ok. 0,1 mm)

Domeny magnetyczne – spontanicznie namagnesowane obszary w ferromagnetykach lub ferrimagnetykach, w których występuje uporządkowanie momentów magnetycznych. Każda z domen jest namagnesowana do nasycenia magnetycznego. Sąsiednie domeny są rozdzielone ściankami domenowymi, w których następuje zmiana orientacji momentów. Domeny zanikają powyżej temperatury Curie, ponieważ materiał traci wówczas własności ferromagnetyczne.

## Odkrycie i badania naukowe
Istnienie domen zasugerował Pierre-Ernest Weiss w 1907.
W swojej pracy dyplomowej w 1896 Weiss opisał związek pomiędzy magnetyzacją a symetrią kryształów. W latach 1906–1907 odkrył, że momenty magnetyczne atomów ferromagnetyka ustawiają się w zorientowany sposób, nawet bez obecności zewnętrznego pola magnetycznego. Sposób zorientowania był ściśle związany z ukierunkowaniem kryształu metalicznego.
Wyjaśnienie ścianek domenowych podał w 1931 Felix Bloch, a później Louis Eugène Félix Néel wykazał istnienie innego typu ścian.
Pierwszy realistyczny model domen zaproponowali Lew Landau i Jewgienij Lifszyc w 1935 roku.
Prace nad zachowaniem domen prowadził m.in. Alfred Ewing, który skonstruował model zawierający matrycę obracających się magnesów i badając taki model przewidział np. ogólny kształt charakterystyki przemagnesowania obrotowego.
Badanie struktur domenowych było ważnym krokiem w zrozumieniu mechanizmu magnesowania materiałów magnetycznych. Przyczyniło się to do stworzenia ulepszonych materiałów magnetycznie miękkich (np. orientowana blacha elektrotechniczna) lub twardych. Badania naukowe nad domenami trwają nadal i ciągle odkrywane są nowe zależności i zachowania struktur domenowych.

## Powód istnienia domen

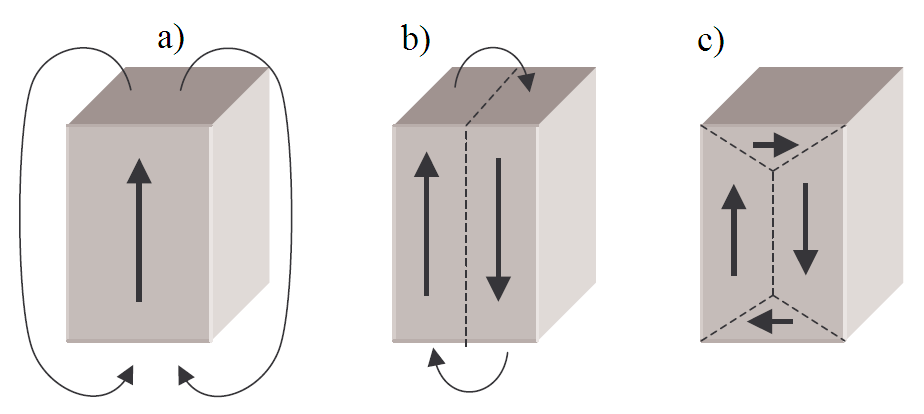
Powstawanie domen magnetycznych: a) jedna domena, b) dwie antyrównoległe domeny, c) wiele domen – minimalny stan energii

W ferromagnetykach i ferrimagnetykach atomy znajdują się na tyle blisko siebie, że momenty magnetyczne niesparowanych elektronów silnie oddziałują ze sobą, analogicznie do magnesów sztabkowych, których bieguny różnoimienne przyciągają się powodując ich ustawienie w jednej linii (czyli równolegle). Prowadzi to do spontanicznego namagnesowania materiału co pozwala na obniżenie wewnętrznej energii magnetycznej.
Sąsiadujące momenty ustawiają się równolegle, co powoduje powstawanie domen magnetycznych. Jednakże, jeśli spontanicznie namagnesowany obszar jest wystarczająco duży następuje podział domeny na mniejsze części, z których każda jest namagnesowana antyrównolegle do sąsiedniej (lub prostopadle w przypadku domen zamykających). Pozwala to na zawarcie całkowitej energii magnetycznej wewnątrz danego ziarna lub kryształu, czyli osiągnięcie stanu o jeszcze niższej energii.

## Ścianki domenowe

Obroty momentów magnetycznych w ściance (B)

Ścianki domenowe są obszarami granicznymi pomiędzy dwiema domenami. Ścianka ma grubość rzędu tylko kilkuset atomów – w porównaniu do szerokości domeny rzędu nawet kilku milimetrów.
W ściance momenty magnetyczne kolejnych cząsteczek obracają się o nieznaczny kąt tak, że na przestrzeni kilkuset atomów następuje obrót o 90° lub 180° w zależności od rodzaju domeny i ustawienia kierunku namagnesowania domen po obu stronach ściany.
Rozróżnia się dwa rodzaje ścianek domenowych:
Ścianki Blochaobrót momentów następuje równolegle do powierzchni ścianki,
Ścianki Néelaobrót momentów następuje prostopadle do powierzchni ścianki.

## Rodzaje domen

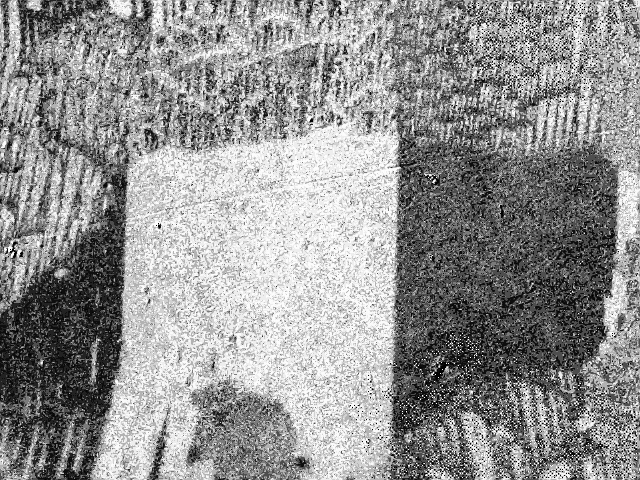
Prosta struktura paskowa i bardziej skomplikowana (poza ziarnem)

Domena lancetowa

Kształty i wygląd domen może przyjmować rozmaite postacie. W materiałach magnetycznie miękkich często występują domeny paskowe, ale na granicy ziaren krystalicznych struktura domenowa może być bardzo skomplikowana. Istnieje praktycznie nieskończona liczba kombinacji wyglądu domen nawet dla tego samego materiału, ponieważ zależy to od wpływu wielu czynników: grubość materiału, ukierunkowanie kryształu, obecność innych ziaren, kierunek zewnętrznego pola magnetycznego, obecność naprężeń mechanicznych, itd.
Paskowe domeny sąsiadujące są ustawione antyrównolegle – i często określa się je mianem domen 180°, natomiast zamykające domeny prostopadłe nazywane są domenami 90°.
Inne przykłady kształtów domen to domeny lancetowe, które powstają jeśli kryształ ziarna położony jest pod pewnym kątem (tzn. nie całkowicie równolegle) do powierzchni materiału, domeny "bąbelkowe" w cienkich warstwach granatu itrowo-żelazowego Y2,35Bi0,65Fe5O12.
Jednym z najważniejszych parametrów materiałów magnetycznie twardych jest duża wartość koercji. Jest ona uzyskiwana przez wprowadzenie do materiału dużych ilości dyslokacji krystalicznych, wtrąceń półmetalicznych, itd. Powodują one punkty utrudniające poruszanie się ścianek domenowych oraz skomplikowanie struktury domenowej.

## Rozmiary domen

Jeśli rozmiary materiału są niewielkie to występuje brak wyraźnych domen

Z uwagi na energię anizotropii kryształu domeny ustawiają się w kierunku najłatwiejszego magnesowania kryształu. Im czystszy kryształ tym większe rozmiary domen.
Najdłuższe domeny występują w orientowanych blachach elektrotechnicznych, w których długość monokrystalicznego ziarna (i domeny) może sięgać nawet powyżej 20 mm. Najczęściej domeny mają tę samą grubość co cały monokryształ, czyli około 0,23-0,35 mm w przypadku blachy elektrotechnicznej. Rozmiary poprzeczne zależą od dodatkowych uwarunkowań, jak np. energia anizotropii kryształu, temperatura, częstotliwość przemagnesowania, itd. W stanie rozmagnesowanym domeny paskowe mogą osiągać szerokość do kilku mm.
W materiałach magnetycznie twardych domeny mogą być bardzo małe.
Rozmiar jest oczywiście również ograniczony wielkością monokryształu i grubością ścianek domenowych. W przypadku ziarna o średnicy kilkuset atomów wymiar kryształu jest porównywalny z grubością ścianki domenowej i w takim przypadku pojęcie klasycznej domeny magnetycznej przestaje mieć znaczenie. Kierunki momentów magnetycznych poszczególnych atomów nie leżą wówczas równolegle i zmieniają się ciągle w całej objętości materiału.

## Znaczenie praktyczne
Istnienie i zachowanie domen magnetycznych ma olbrzymie znaczenie praktyczne. W procesie przemagnesowania zachodzi ciągła zmiana objętości domen (w wyniku przesuwania ścianek) co skutkuje zmianą globalnego stanu namagnesowania materiału. Pociąga to za sobą szereg zjawisk fizycznych.

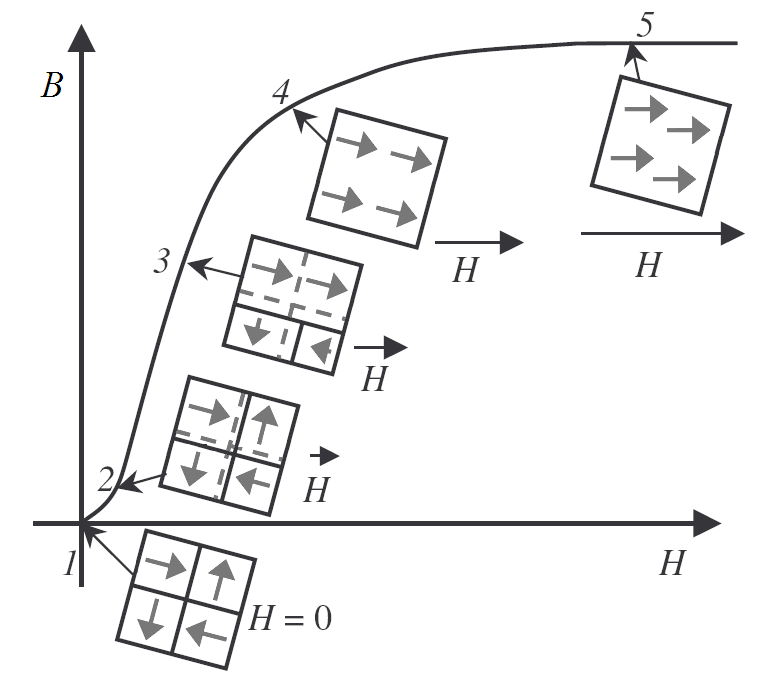
Krzywa magnesowania i odpowiadające zmiany struktury domenowej

### Proces magnesowania
W rozmagnesowanym materiale objętości wszystkich domen ustawiają się tak, aby zminimalizować całkowitą energię magnetyczną, co objawia się brakiem zewnętrznego pola magnetycznego emitowanego przez materiał. Jeśli nie jest przyłożone żadne zewnętrzne pole magnetyczne, to materiał pozostaje w nienamagnesowanym stanie i domeny w jednym kierunku mają równą objętość w porównaniu do domen antyrównoległych (punkt 1 na rysunku).
Jeśli jednak zostanie przyłożone zewnętrzne pole magnetyczne, to domeny, których kierunek jest najbardziej zbliżony do kierunku pola zaczną zwiększać swoją objętość kosztem innych domen (punkty 2 i 3).
Przy dalszym zwiększaniu natężenia pola zewnętrznego następuje rozrost do pojedynczej domeny tak, że zajmuje ona całą lub prawie całą objętość materiału (punkt 4). Kierunek domeny nie musi jednak w tym momencie odpowiadać kierunkowi przyłożonego pola, ponieważ anizotropia kryształu przytrzymuje domenę w kierunku łatwego magnesowania kryształu.
Jeśli jednak pole zewnętrzne zostanie jeszcze zwiększone, to nastąpi powolny obrót kierunku domeny do kierunku zgodnego z zewnętrznym polem (punkt 5). Powoduje to magnetyczne nasycenie i brak dalszego wzrostu polaryzacji magnetycznej w materiale. Całkowite nasycenie jest jednak bardzo trudne w praktyce i w przypadku próbek magnetycznych otwartych, np. obszary w pobliżu wierzchołków prostopadłościanu wymagają bardzo silnych pól celem ich całkowitego nasycenia. Przykładowo do blachy elektrotechnicznej punkt 2 na rysunku można osiągnąć poniżej 100 A/m, podczas gdy do całkowitego nasycenia magnetycznego należy użyć pól rzędu 50 000 A/m lub większych.

### Przenikalność magnetyczna
Łatwość z jaką domeny magnetyczne zmieniają swoją objętość ma swoje odbicie w wartości przenikalności magnetycznej. Im większe domeny tym łatwiej namagnesować materiał w ich kierunku i tym większa jest przenikalność magnetyczna takiego materiału.

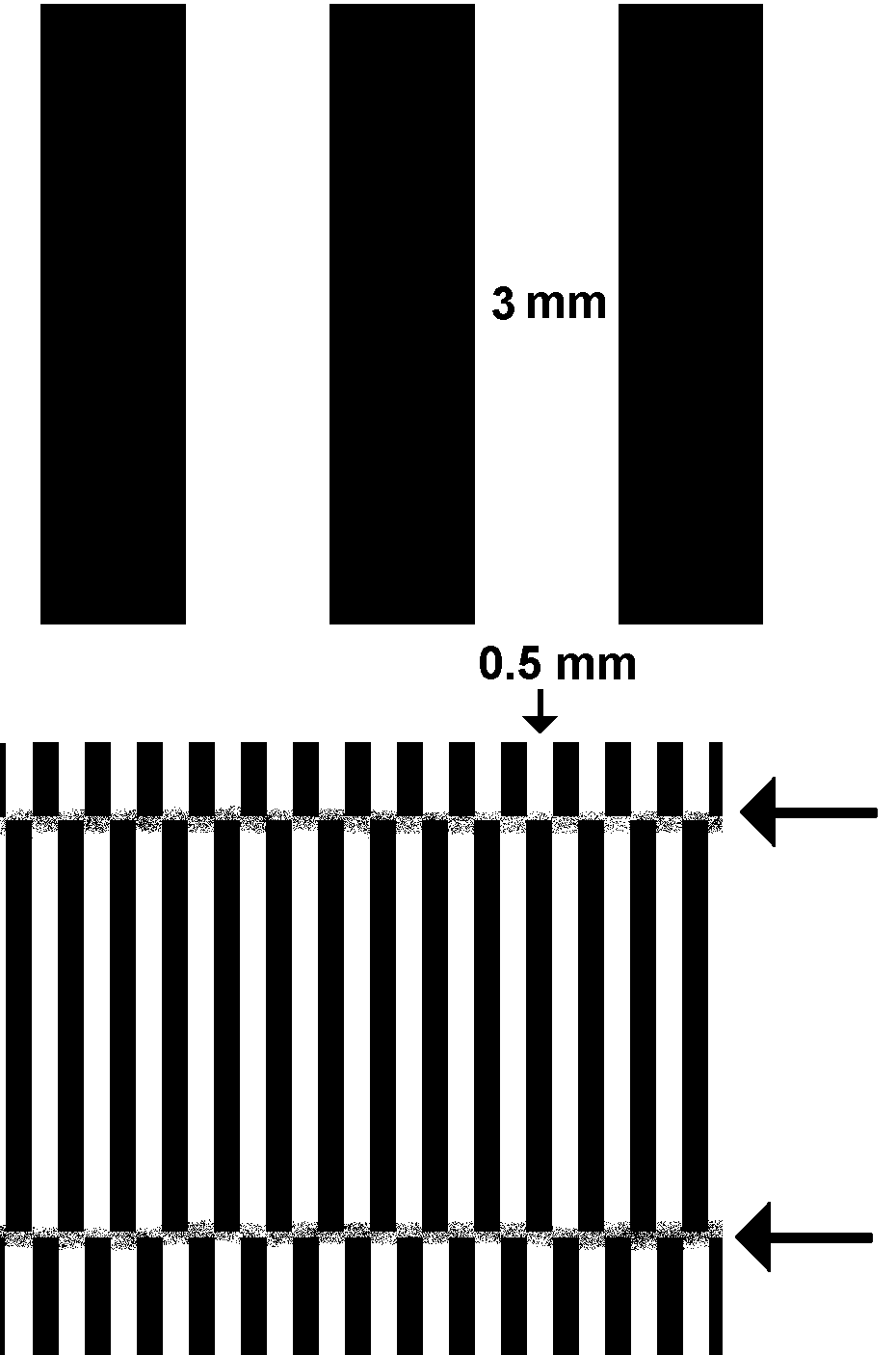
Udoskonalenie struktury domenowej przez wprowadzenie lokalnych naprężeń mechanicznych

### Straty mocy
Przesuwanie się ścianek domenowych w materiale powoduje generowanie lokalnych prądów wirowych, a co za tym idzie rozpraszanie energii. Im szersze są domeny tym szybciej muszą się przesuwać ścianki domenowe, dlatego też w np. w blasze elektrotechnicznej dąży się do domen jak najdłuższych, ale też stosunkowo wąskich. Jeśli nie jest to możliwe przez zastosowanie odpowiedniej metalurgii i obróbki cieplnej to gotowy wyrób poddaje się dalszej specjalistycznej obróbce.
Jednym ze sposobów uzyskania pożądanej struktury domenowej jest dodanie odpowiedniej powłoki, która wprowadza naprężenia mechaniczne rozciągające w kierunku zgodnym z kierunkiem domen. Dalsze udoskonalenie struktury domenowej uzyskuje się poprzez wprowadzenie dodatkowych naprężeń mechanicznych w kierunku prostopadłym do kierunku domen. Efekt taki może zostać osiągnięty przy użyciu promienia lasera lub też bardziej konwencjonalnie poprzez rolowanie powierzchni materiału stalowymi kulami pod odpowiednim naciskiem. Uzyskuje się wówczas kilkukrotne zmniejszenie szerokości domen, znaczące zmniejszenie strat mocy i wzrost przenikalności, bez wyraźnego wpływu na inne parametry.

### Koercja
Materiały magnetycznie twarde muszą być jak najmniej podatne na zmiany zewnętrznego pola magnetycznego. Dlatego też domeny magnetyczne muszą w takich materiałach być jak najbardziej stabilne. Uzyskuje się to przez "zakotwiczenie" ścianek domenowych na elementach odpowiednio ukształtowanej struktury polikrystalicznej.

### Szumy Barkhausena
Ścianki domenowe nie przesuwają się w materiale płynnie i od czasu do czasu następuje ich lokalne "zakotwiczenie" – po dostarczeniu odpowiednio wysokiej energii (np. zewnętrzne pola magnetycznego lub zmiany naprężeń mechanicznych) następuje gwałtowne uwolnienie i szybki ruch ścianki. Ruchy takie indukują lokalne siły elektromotoryczne, które mogą zostać wykryte na zewnątrz objętości materiału. Ponieważ liczba możliwych miejsc "kotwiczących" wiąże się ściśle z ruchem ścianek, to szumy Barkhausena są używane jako metoda bezinwazyjnego testowania materiałów magnetycznych, np. stali konstrukcyjnej używanej na obudowy reaktorów jądrowych. W stali bombardowanej neutronami pojawiają się nowe dyslokacje krystaliczne, co zmienia charakterystykę szumów Barkhausena i pozwala na wykrycie niebezpiecznego poziomu zużycia stali. Podobnie można wykryć lokalne przegrzanie zmieniające strukturę krystaliczną, itd.

### Magnetostrykcja

Magnetostrykcja

Z uwagi na siły mechaniczne oddziałujące pomiędzy domenami w materiale powstają wewnętrzne naprężenia, które mogą zmieniać wymiary zewnętrzne materiału. Zmiany te są niewielkie w magnetykach miękkich poniżej Δl/l = 50·10-6, niemniej jednak są one głównym powodem charakterystycznego "buczenia" transformatorów.
Magnetostrykcja powstaje tylko kiedy dana objętość materiału podczas przemagnesowania zmienia swoją strukturę domenową z zawierającą w większości domeny 180° do struktury z większością domen 90° (czyli ogólnie jeśli domeny zmieniają swój kierunek, a nie zwrot). W niesprzyjających warunkach (np. przy magnesowaniu w poprzek kierunku miękkiego lub przy obecności dodatkowych naprężeń mechanicznych) może dojść do kilkukrotnego wzrostu magnetostrykcji – jak to ma np. miejsce dla magnesowania blachy elektrotechnicznej w kierunku prostopadłym do kierunku walcowania.
Magnetostrykcja może być też wykorzystana jako zjawisko pożądane. Użycie odpowiednich materiałów o dużej magnetostrykcji, jak np. Terfenolu D (około Δl/l = 2000·10-6), pozwala na konstrukcję siłowników magnetostrykcyjnych wykorzystywanych w sonarach
lub też w mniej zaawansowanych technologiach jak np. przenośne głośniki typu "Soundbug", które wykorzystują dowolną powierzchnię płaską jako membranę głośnika.

### Czujniki
Zjawiskiem odwrotnym do magnetostrykcji jest magnetoelastyczność – materiał poddany działaniu zewnętrznych sił ściskających lub rozciągających zmienia swój stan namagnesowania, co może zostać łatwo wykryte. Jednym z zastosowań jest np. czujnik momentu obrotowego wywieranego na kierownicę w samochodzie, co jest wykorzystywane do sterowania układem wspomaganiem kierownicy.

## Techniki obserwacji domen

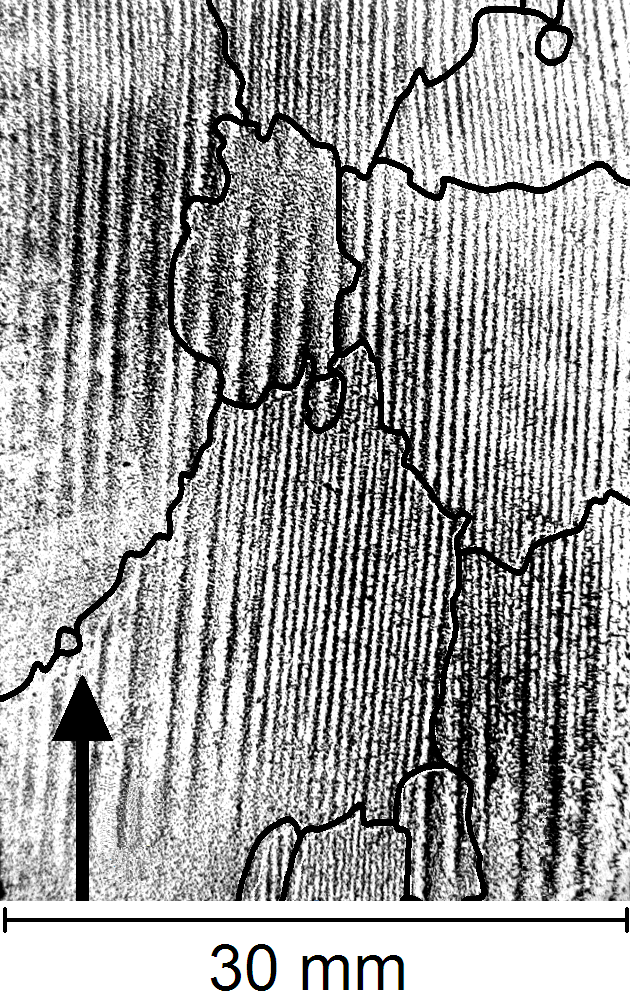
Wskaźnik domen (z roztworem Bittera) pokazujący domeny w orientowanej blasze elektrotechnicznej

Istnieje wiele technik obserwacji struktur domenowych. Wykorzystanie danej techniki zależy głównie od typu materiału, w którym występują domeny oraz warunków obserwacji jak np. częstotliwość przemagnesowania przy obserwacjach dynamiczny.
Często wymagane jest odpowiednie przygotowanie powierzchni do obserwacji poprzez delikatne szlifowanie i polerowanie. Może to wprowadzić dodatkowe naprężenia powierzchniowe, które mogą zmienić strukturę domenową. Dlatego też preparacja powierzchni jest stosunkowo żmudna i pracochłonna, a po polerowaniu próbki powinny być wyżarzone w atmosferze obojętnej (np. próżnia) lub innej pożądanej (np. wodór, który usuwa niepożądany tlen i węgiel).

### Technika Bittera
Ta metoda obserwacji została opisana w 1931 przez Francisa Bittera (również niezależnie przez Hamosa i Thiessena).
Metoda Bitter polega na użyciu roztworu koloidalnego, zawierającego magnetyczne cząsteczki o średnicy około 10 nm, pokryte substancją odpychającą zapobiegającą skupianiu się cząsteczek, które zawieszone są w odpowiednim roztworze (np. na bazie wody).
Koloid jest nakładany bezpośrednio na obserwowaną powierzchnię, gdzie cząsteczki są przyciągane w kierunku miejsc z największym gradientem pola magnetycznego. Technika wymaga gładkiej powierzchni na obserwowanym materiale, dlatego też generalnie wymagane jest polerowanie powierzchni. Wykrywane jest głównie pole magnetyczne strumienia rozproszenia, czyli generalnie ścianki Blocha. Jeśli powierzchnia nie jest wystarczająco gładka, do cząsteczki w koloidzie przyciągane są do nierówności powierzchni, a nie do ścianek Blocha, co znacznie zakłóca lub też skutecznie uniemożliwia poprawną obserwację domen (zobacz też sekcję "Wskaźniki pola magnetycznego" poniżej).
W przypadku zawiesiny wodnej zazwyczaj występuje szybkie utlenianie lub rdzewienie powierzchni próbek z zawartością żelaza, co komplikuje użycie metody. Historycznie metoda Bittera była bardzo popularna, obecnie odchodzi się od niej na rzecz innych metod wygodniejszych w użyciu.
Zaletą metody Bittera jest jej prostota i względna taniość. Można również stosunkowo łatwo uzyskać bardzo dokładne obrazy nawet o rozdzielczości rzędu mikrometrów.

### Wskaźniki pola magnetycznego

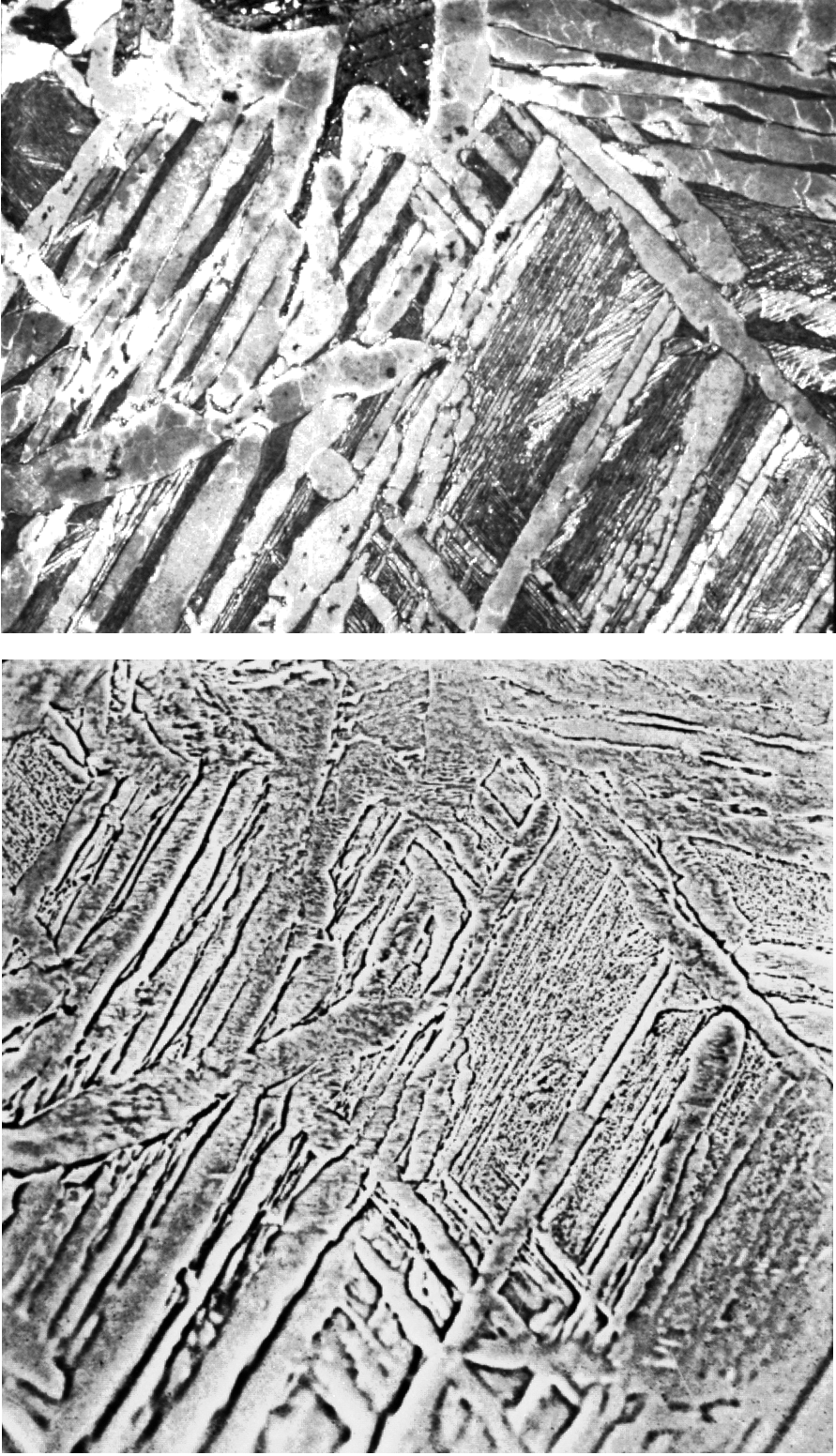
Góra: nierówna powierzchnia przeciętego fragmentu meteorytu niklowego, dół: wskaźnik domen pokazuje tylko nierówności powierzchni a nie domeny magnetyczne

Pewnym usprawnieniem metody Bittera jest wskaźnik domen skonstruowany przez R.A. Taylora.
We wskaźniku roztwór Bittera jest zawarty pomiędzy dwiema cienkimi i wytrzymałymi foliami, przy czym folia górna jest przezroczysta do obserwacji domen, a dolna biała nieprzezroczysta, aby obraz próbki nie zaciemniał obrazu domen. Całość ma średnicę około 10 cm i jest zamknięta w okrągłej plastikowej obudowie zawierającej dodatkowo cewkę generującą stałe pole magnetyczne. Pole to ma kierunek zgodny ze ściankami Blocha, powoduje więc zwiększenie pola rozproszenia na zewnątrz próbki, co ułatwia przyciąganie cząsteczek. Powierzchnia próbki nie musi być polerowana, ale musi być również wystarczająco gładka, aby duże nierówności nie powodowały problemów. Tak skonstruowany wskaźnik domenowy pozwala na niemal natychmiastowy podgląd dużych domen w orientowanych blachach elektrotechnicznych. Rozdzielczość wskaźnika wynosi ok. 0,5 mm. Po każdym pomiarze należy koloid "zamieszać" poprzez potrząśnięcie wskaźnikiem lub kilkukrotne przeciągnięcie palcem od strony białej folii.
Stosowane są również specjalne folie wskaźnikowe zawierające podobny roztwór koloidalny pomiędzy dwiema warstwami. Roztwór jest dużo mniej płynny i folia może być cięta nożyczkami bez utraty zawartego w środku roztworu. Folie te mają najczęściej zielony kolor i są o wiele mniej czułe, ale wystarczająco czułe aby wykryć namagnesowanie powierzchni materiałów magnetycznie półtwardych (jak. np. paski magnetyczne kart kredytowych) lub kształtu biegunów magnesów trwałych.

### Kerr

Dynamiczne obserwacje struktur domenowych przy użyciu mikroskopu magnetooptycznego Kerra (szerokość obserwowanego obszaru 0,1 mm)

Jedną z najpopularniejszych technik wykorzystywanych do obserwacji domen jest mikroskop magnetoopyczny wykorzystujący zjawisko Kerra. Jeśli strumień koherentnego światła przechodzi przez pole magnetyczne, to jego bieg ulega skręceniu o odpowiedni kąt, zależny od stałej Verdeta danego ośrodka, zgodnie z prawami zjawiska Faradaya.
Próbka musi być bardzo dokładnie wypolerowana tak, aby powierzchnia była jak najbardziej zbliżona do lustra. Padający koherentny promień zostaje skręcony przez pole magnetyczne na powierzchni próbki. Kąt ten jest bardzo niewielki (rzędu kątowych minut) i odpowiedni kontrastujący układ optyczny musi zostać użyty celem wykrycia tego skręcenia. Pozwala to jednak na obserwację struktur domenowych na niemal dowolnej powierzchni i z rozdzielczością zależną od jakości powierzchni próbki, rozdzielczości optycznej mikroskopu, jakości układu kontrastującego, oraz intensywności źródła światła. Możliwe są obserwacje domen nawet o rozdzielczości dochodzącej do nanometrów, np. w ziarnach rdzeni proszkowych typu Somaloy.
Obserwacje mikroskopem Kerra są bardzo użyteczne, ponieważ pozwalają na dynamiczne obserwacje zmian struktur domenowych podczas magnesowania w czasie rzeczywistym przy sprzężeniu z odpowiednio szybką i czułą kamerą. Jeden z niewielu takich systemów na świecie znajduje się w Wolfson Centre for Magnetics – użyta jest tam kamera rejestrująca do 1825 klatek na sekundę czyli możliwe są obserwacje rzeczywistych ruchów domen przy przemagnesowaniu częstotliwością sieci energetycznej 50 Hz lub 60 Hz. Z uwagi na niewielki czas ekspozycji użyty jest fotopowielacz celem intensyfikacji obrazu generowanego przez układ optyczny.
Dalszą poprawę kontrastu uzyskuje się przez użycie odpowiedniej warstwa indykacyjnej. Warstwa taka powinna zostać napylona (lub osadzona w inny sposób) na powierzchni uprzednio wypolerowanej próbki. Warstwa powinna mieć grubość równą ćwierć długości fali używanego koherentnego światła. Warstwa ma większą stałą Verdeta niż powietrze, dlatego też uzyskuje się większe skręcenie promienia światła i co za tym idzie większy kontrast.

### Mikroskop sił magnetycznych
Mikroskop sił magnetycznych (ang. MFM) wykorzystuje siły mechaniczne oddziałujące pomiędzy powierzchnią próbki a ostrzem czujnika. Zmiana namagnesowania części powierzchni (a więc obecność domen) może zostać wykryta i zeskanowanie danego obszaru pozwala na wykreślenie obrazu domen. Obserwacja może jednak być tylko jakościowa, a nie ilościowa, ponieważ bardzo trudno jest określić bezwzględne wartości działających sił. Dzieje się tak również z uwagi na nierówności powierzchni, które mogą znacząco zakłócać "pomiar" magnetyczny. Dlatego też metoda MFM jest używana niemal wyłącznie w połączeniu z mikroskopem sił atomowych, który pozwala na oszacowanie poprawki na mechaniczne siły atomowe.

### Elektronowy mikroskop transmisyjny
Droga poruszających się elektronów jest zakrzywiana w polu magnetycznym i to zjawisko jest wykorzystane w elektronowym mikroskopie transmisyjnym. Ponieważ pole w pojedynczej domenie jest bardzo silne, to również i zakrzywienie drogi elektronu po przejściu przez domenę jest znaczne. Grubość próbki musi być jednak bardzo niewielka (rzędu nanometrów) tak, aby wiązka elektronów mogła przejść przez całą próbkę. Po drugiej stronie próbki wiązka elektronów jest wykrywana przez odpowiedni układ. Odpowiednia analiza zmian "gęstości" elektronów pozwala wykryć orientację domen w danej próbce.

### Tomografia neutronowa Talbot-Lau
W 2010 Ingo Manke i Nikolay Kardjilov z Helmholtz Centre Berlin stworzyli pierwszą technikę obrazowania w 3D domen magnetycznych. Dokonali tego poprzez działanie koherentną wiązką niskoenergetycznych neutronów na próbkę stopu żelazowo-krzemowego. Niewielka liczba neutronów odchyliła się nieco w momencie przekroczenia granicy między dwiema domenami. Odchylenie wystąpiło ponieważ współczynnik refrakcji zmieniał się nagle na granicy domen.
Siatka dyfrakcyjna z detektorem znajdująca się za próbką skanowała odchyloną wiązkę neutronów, rejestrując kąt odchylenia. Pomiary były powtarzane wielokrotnie podczas jednoczesnego obracania próbki. Następnie dane zostały przetworzone przez program komputerowy, co umożliwiło wytworzenie obrazów 3D domen magnetycznych w próbce. Obrazy miały rozdzielczość przestrzenną 35 μm, którą według autorów można byłoby zwiększyć aż do 1 μm.